# HC Rychenberg Winterthur
HC Rychenberg Winterthur, kortweg HCR, is een unihockey-/floorballclub uit Winterthur, Zwitserland. HC Rychenberg is opgericht op 13 mei 1983 en daarmee een van de oudste floorballclubs in Zwitserland. U bent een van de oprichters van Swiss Unihockey. Sinds het ontstaan van de bond is HC Rychenberg actief in de hoogste Zwitserse klasse, de Nationalliga A. 2000 afgesplitst van de dames en richtte de Red Ants Rychenberg (Winnaar van de EuroFloorball-Cup 2005).

## Erelijst
- Swiss Mobiliar Cup (Beker van Zwitserland)

1986, 1988, 1991, 1996

## Trainer
| von  |      | naar | Naam                      | Verjaardag       | Nationaliteit |
| ---- | ---- | ---- | ------------------------- | ---------------- | ------------- |
| 2012 | naar |      | Rolf Kern                 | 20 januari 1976  | Zwitsers      |
| 2011 | naar | 2012 | Daniel Costa              | 10 mei 1980      | Zwitsers      |
| 2010 | naar | 2011 | Lars Eriksson             | 18 december 1967 | Fin           |
| 2008 | naar | 2010 | Radim Cepek               | 6 december 1975  | Tsjechisch    |
| 2008 | naar | 2008 | Roger Gerber a.i.         | 26 december 1979 | Zwitsers      |
| 2008 | naar | 2008 | Sascha Brendler a.i.      | 31 maart 1974    | Zwitsers      |
| 2007 | naar | 2008 | Sascha Rhyner a.i.        | 5 oktober 1973   | Zwitsers      |
| 2007 | naar | 2007 | Thomas Wetter             | 7 mei 1975       | Zwitsers      |
| 2005 | naar | 2007 | Philippe Soutter          | 30 juni 1962     | Zwitsers      |
| 2002 | naar | 2005 | Sascha Brendler           | 31 maart 1974    | Zwitsers      |
| 2002 | naar | 2002 | Philipp Vollenweider a.i. |                  | Zwitsers      |
| 2001 | naar | 2002 | Daniel Sabathy            |                  | Zwitsers      |
| 1999 | naar | 2001 | Christoffer Häggström     |                  | Zweed         |
| 1999 | naar | 1999 | Daniel Brunner            |                  | Zwitsers      |
| 1997 | naar | 1999 | Urs Kindhauser            | 23 januari 1964  | Zwitsers      |
| 1993 | naar | 1997 | Daniel Sabathy            |                  | Zwitsers      |
| 1992 | naar | 1993 | Bruno Müller              |                  | Zwitsers      |
| 1990 | naar | 1992 | Felix Coray               | 1962             | Zwitsers      |
| 1985 | naar | 1990 | Markus Basler             |                  | Zwitsers      |
| 1985 | naar | 1986 | Eduard Löffel             |                  | Zwitsers      |
| 1983 | naar | 1985 | Felix Arbenz              | 16 augustus 1964 | Zwitsers      |